# Вайт-Гауз (Теннессі)
Вайт-Гауз (англ. White House) — місто (англ. city) в США, в округах Самнер і Робертсон штату Теннессі. Населення — 12 982 особи (2020).

## Географія
Вайт-Гауз розташований за координатами 36°27′52″ пн. ш. 86°39′57″ зх. д. / 36.46444° пн. ш. 86.66583° зх. д. (36.464538, -86.665806).  За даними Бюро перепису населення США в 2010 році місто мало площу 28,48 км², уся площа — суходіл.

## Демографія
Згідно з переписом 2010 року, у місті мешкало 10 255 осіб у 3628 домогосподарствах у складі 2903 родин. Густота населення становила 360 осіб/км².  Було 3828 помешкань (134/км²).
Расовий склад населення:
| - 94,9 % — білих - 1,7 % — чорних або афроамериканців - 0,8 % — азіатів - 0,2 % — корінних американців - 0,1 % — вихідців з тихоокеанських островів |

До двох чи більше рас належало 1,3 %. Частка іспаномовних становила 2,8 % від усіх жителів.
За віковим діапазоном населення розподілялося таким чином: 29,8 % — особи молодші 18 років, 61,2 % — особи у віці 18—64 років, 9,0 % — особи у віці 65 років та старші. Медіана віку мешканця становила 35,1 року. На 100 осіб жіночої статі у місті припадало 91,4 чоловіків;  на 100 жінок у віці від 18 років та старших — 86,9 чоловіків також старших 18 років.
Середній дохід на одне домашнє господарство  становив 75 294 долари США (медіана — 67 763), а середній дохід на одну сім'ю — 90 253 долари (медіана — 82 004). Медіана доходів становила 51 933 долари для чоловіків та 39 764 долари для жінок. За межею бідності перебувало 4,3 % осіб, у тому числі 2,9 % дітей у віці до 18 років та 11,9 % осіб у віці 65 років та старших.
Цивільне працевлаштоване населення становило 5248 осіб. Основні галузі зайнятості: освіта, охорона здоров'я та соціальна допомога — 25,8 %, роздрібна торгівля — 12,1 %, виробництво — 12,1 %.